# Distretto di Sene
Il distretto di Sene  (ufficialmente Sene District, in inglese) era un distretto della regione di Brong-Ahafo del Ghana.
Nel 2012 è stato soppresso, il territorio, ora parte della Regione di Bono Est è stato suddiviso nei distretti di Sene Est (capoluogo: Kajaji) e Sene Ovest (capoluogo: Kwame Danso). 